# Сан-Хуан-де-Капистрано
Сан-Хуан-де-Капистрано (исп. San Juan de Capistrano) — муниципалитет в составе венесуэльского штата Ансоатеги. Административный центр — город Бока-де-Учире. Муниципалитет назван в честь святого Иоанна Капистранского.

## Административное деление
Муниципалитет делится на 2 прихода:
- Бока-де-Учире
- Бока-де-Чавес